# Денні Моррісон
Де́нні Мо́ррісон (англ. Denny Morrison; нар. 8 вересня 1985) — канадський ковзаняр, олімпійський чемпіон, чемпіон світу, світовий рекордсмен.
Золоту олімпійську медаль та звання олімпійського чемпіона Моррісон виборов на Олімпіаді у Ванкувері в командній гонці переслідування разом з Матьє Жіру та Лукасом Маковським. У Турині канадська команда, до складу якої входив Моррісон, була другою в цій дисципліні.
14 березня 2008 Моррісон встановив світовий рекорд на дистанції 1500 м — 1:42.01. Цей рекорд протримався до 6 березня 2006.